# Betzinger Künstlerkolonie
Die Betzinger Künstlerkolonie (oder auch Künstlerkolonie Betzingen oder Betzinger Malschule) war eine Künstlerkolonie in Betzingen (heute ein Stadtteil von Reutlingen in Baden-Württemberg) zwischen den 1840 und 1890er Jahren.

## Geschichte
1841 integrierte Franz Seraph Stirnbrand eine Betzingerin in ein Gemälde. 1844 machte Caspar Kaltenmoser einen Halt in Betzingen, um Skizzen anzufertigen. Weitere Maler folgten. Besonders nach dem Anschluss an das Königlich Württembergische Staats-Eisenbahnen-Netz im Jahr 1861 kamen bis in die 1890er-Jahre Künstler aus München, Frankfurt, Düsseldorf, Berlin, Frankreich, Österreich und Belgien nach Betzingen. Sie quartierten sich meist im Gasthof Rose ein, wo sich ab 1870 Maler mit Namen und Werken in ein Gästebuch, die sogenannten Rosenblätter, eintrugen. In dem Gästebuch finden sich die Namen von 31 Künstlern, insgesamt werden der Kolonie 60 Künstler zugeordnet.
Eine feste Gruppe oder ein gemeinsamer Malstil bildete sich nicht. Das Interesse der Künstler an der Betzinger Tracht trug zu deren Erhalt bei.

### Inhalt der Werke
Martina Schröder beschreibt für die Zeitschrift Schwäbische Heimat den Inhalt der Werke wie folgt: 

„Auf dem Höhepunkt des Industriezeitalters erzählten die Künstler in großformatigen Genrebildern bewusst von einer Gegenwelt. Sie wollten den Betrachter aus der urbanen hektischen Gegenwart in eine Landwelt voller poetischer, sentimentaler und humorvoller Themen entführen. […]  Die Genrebilder sind poetisch verklärte, idealisierte Sehnsuchtsbilder für ein bürgerliches Publikum. Sie schildern ein einfaches, naturverbundenes Landleben voller Harmonie und Beständigkeit. Im Detail geben sie aber durchaus ethnografische Blicke auf eine bäuerliche Existenz wieder, die es so zu ihrer Entstehungszeit entweder gerade noch oder bereits schon nicht mehr gegeben hat.“

### Künstler und Werke (Auswahl)
Unter anderem folgende Künstler malten in Betzingen: Anton Braith, Louis Braun, Reinhold Braun, Jakob Grünenwald, Robert Wilhelm Heck, Caspar Kaltenmoser, Albert Kappis, Paul Wilhelm Keller-Reutlingen, Carl Johann Lasch, Theodor Pixis, Theodor Schüz, Johann Sperl und Benjamin Vautier.
| Jahr       | Maler                    | Werk                   |
| ---------- | ------------------------ | ---------------------- |
| 1841       | Franz Seraph Stirnbrand  |                        |
| 1844       | Caspar Kaltenmoser       | Aufenthalt für Skizzen |
| 1848       | Yvon Ambros Vermeersch   |                        |
| 1849       | Heinrich von Rustige     |                        |
| 1850 (ca.) | Albert Wagner            |                        |
| 1851       | Caspar Kaltenmoser       |                        |
| 1854       | Robert Heck              |                        |
| 1859       | Reinhard und Louis Braun |                        |
| 1861 (ca.) | Jakob Grünenwald         |                        |
| 1862       | Heinrich Winter          |                        |
| 1864       | Theodor Pixis            |                        |
| 1865       | Caspar Kaltenmoser       |                        |
| 1865       | Louis Toussaint          |                        |
| 1867       | Wilhelm Emil Robert Heck |                        |
| 1868       | Wilhelm Emil Robert Heck |                        |
| 1880       | Louis Braun              |                        |
| 1880 (ca.) | Theodor Schmidt          |                        |
| vor 1900   | Fritz Bergen             |                        |